# Narcissus rupicola subsp. rupicola
Narcissus rupicola subsp. rupicola es una subespecie de planta de la familia de las amarilidáceas. Es originaria de la península ibérica.

## Descripción
Es una planta bulbosa con las hojas de color gris verdosas con forma de junquillos. Las flores son de color amarillo con una corona ancha. Se encuentra en España y Portugal.

## Taxonomía
Narcissus rupicola subsp. marvieri
Etimología
Narcissus nombre genérico que hace referencia  del joven narcisista de la mitología griega Νάρκισσος (Narkissos) hijo del dios río Cephissus y de la ninfa Leiriope; que se distinguía por su belleza. 
El nombre deriva de la palabra griega: ναρκὰο, narkào (= narcótico) y se refiere al olor penetrante y embriagante de las flores de algunas especies (algunos sostienen que la palabra deriva de la palabra persa نرگس y que se pronuncia Nargis, que indica que esta planta es embriagadora). 
rupicola: epíteto latino que significa "con hábitat en las rocas".
Sinonimia
- Narcissus apodanthus Boiss. & Reut.[4]